# Supersypnoides olena
Supersypnoides olena är en fjärilsart som beskrevs av Swinhoe 1898. Supersypnoides olena ingår i släktet Supersypnoides och familjen nattflyn. Inga underarter finns listade i Catalogue of Life.